# Landkreis Pfaffenhofen an der Ilm
Landkreis Pfaffenhofen an der Ilm är ett distrikt (Landkreis) i Oberbayern i det tyska förbundslandet Bayern.

## Geografi
Distriktet ligger i landskapet Hallertau som är världens största odlingsområde för humle.